# Mehádiai-hegység
A Mehádiai-hegység (Munții Mehedinți) a Déli-Kárpátok Retyezát csoportjához tartozó, nagyrészt mészkőből felépülő hegyvonulat, mely a sebes folyású Cserna völgyét övezi és Erdélyt választja el a Havasalföldtől.

## Leírása

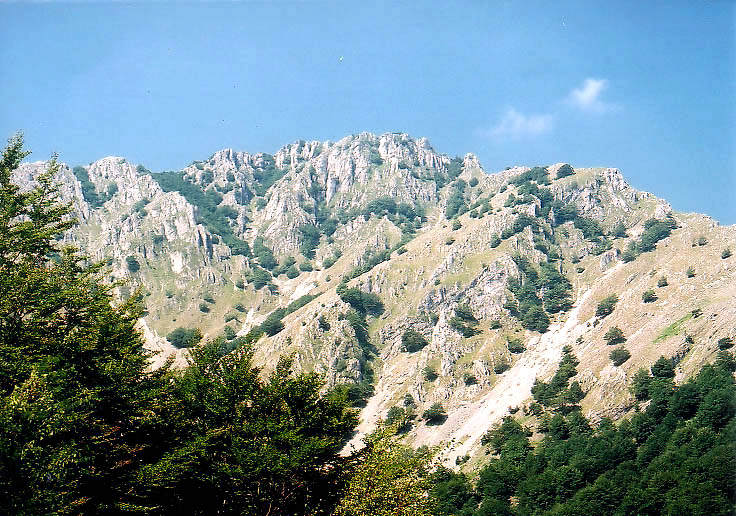
A Mehádiai-hegység az 1466 m magas Péter-csúccsal (Vârful lui Stan)

A nagyrészt érintetlen erdőségeket, barlangokat és vízeséseket rejtő Mehádiai-hegység csúcsai  néhol elérik az 1000-1400 métert is, a legmagasabb az 1466 méter magasságot elérő Péter-csúcs (Vârful lui Stan). A hegység nagy része a múlt század harmincas éveiben kialakított Domogled-Cserna Nemzeti Parkhoz tartozik, így állami védelem alatt áll.
A karsztos jellegű hegység területén csapadékossága miatt számos látványos karsztjelenséggel bír. A vidéket több mint száz kisebb-nagyobb barlang, köztük az ismertebbek: Betyárok odúja, Soronişte, Şerban, valamint néhány szoros (Prisacinei, Ceszna és Corcoaia) és vízesés (Vânturătoarea és Roşeţ) teszi látványossá.

## Növényvilága

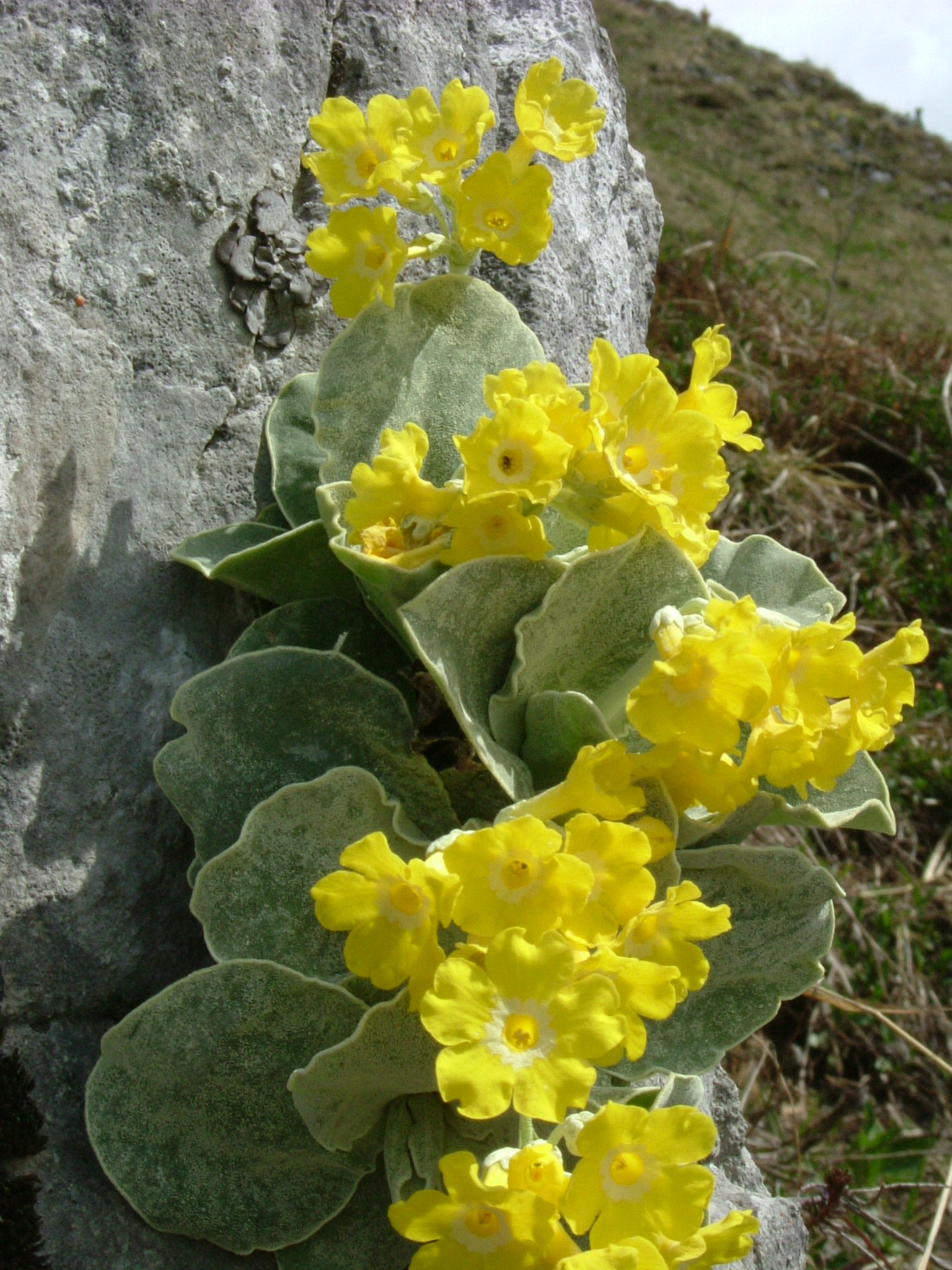
Medvefül kankalin (Primula auricula)

A mészkőképződmények mellett a hegység flóráját és faunája is különleges: megtalálható a környéken többek között a (Alyssoides reticulata), harangláb (Aquilegia vulgaris), (Aremonia agromonioides), (Asperula purpurea), (Atamantha turbith subsp. hungarica), keleti gyertyán (Carpinus orientalis), cserszömörce (Cotinus coggygria), bodzaszagú ujjaskosbor (Dactylorhiza sambuccina), kövér daravirág (Draba lasiocarpa), európai bükk (Fagus sylvatica), virágos kőris (Fraxinus ornus), kockás liliom (Fritillaria montana), seprűs rekettye (Genista radiata), (Hieracium troicum), bíboros sallangvirág (Himantoglossum hircinum subsp. caprinum), Rochel-törpezanót (Hypericum rochelii), balkáni nőszirom (Iris reichenbachii), Sempervivum heuffelii, nehézszagú boróka (Juniperus sabina), nagyfészkű hangyabogáncs (Jurinea glycacantha), hegyi lednek (Lathyrus linifolius), gérbics (Limodorum abortivum), (Linum hologynum), balkáni bükköny a bánáti feketefenyő (Pinus nigra ssp. banatica), medvefül kankalin (Primula auricula), füles vagy cifra kankalin (Primula auricula ssp serratifolia), szúrós csodabogyó (Ruscus aculeatus), (Sedum cepaea), a kövirózsák közül pedig a (Sempervivum tectorum), merev nyúlfarkfű (Sesleria rigida), (Sorbus banatica), Borbás berkenye (Sorbus borbasii), hamvas gyöngyvessző (Spiraea cana), orgona (Syringa vulgaris), pamutos ökörfarkkóró (Verbascum pulverulentum).

## Állatvilága
Ez a környék az ország legnagyobb lepkediverzitású területe, több mint 1500, köztük több egyedülálló lepkefajokkal is találkozhatunk, de a skorpió és a keresztes vipera is honos a hegységben.

## Nevezetességek
- Herkulesfürdő (Baile Herculane) - a Cserna-völgyének az Osztrák–Magyar Monarchia ideje óta kedvelt fürdőhelye.
- Hétforrás vidéke (Sapte Izvorul Calde) - Herkulesfürdőtől 4 km-re található. Fő forrása máig Románia legradioaktívabb hévize. Az itteni szabadstrand hévize 38 Celsius-fokos.
- Roset (Codiu) vízesés - teljes hossza eléri a 100 métert is.
- Fehér-Kereszt kilátó (Crucea Alba) - A Herkulesfürdő központjából ide vezető sárga sáv jelzésű ösvény másfél óra sétával érhető el.
- Grota lui Serban-barlang
- Domogled-csúcs - az 1105 méter magasságú csúcsról: déli irányban a Duna, ellenkező irányban pedig a Godján-hegységre nyílik pompás kilátás.

## Galéria

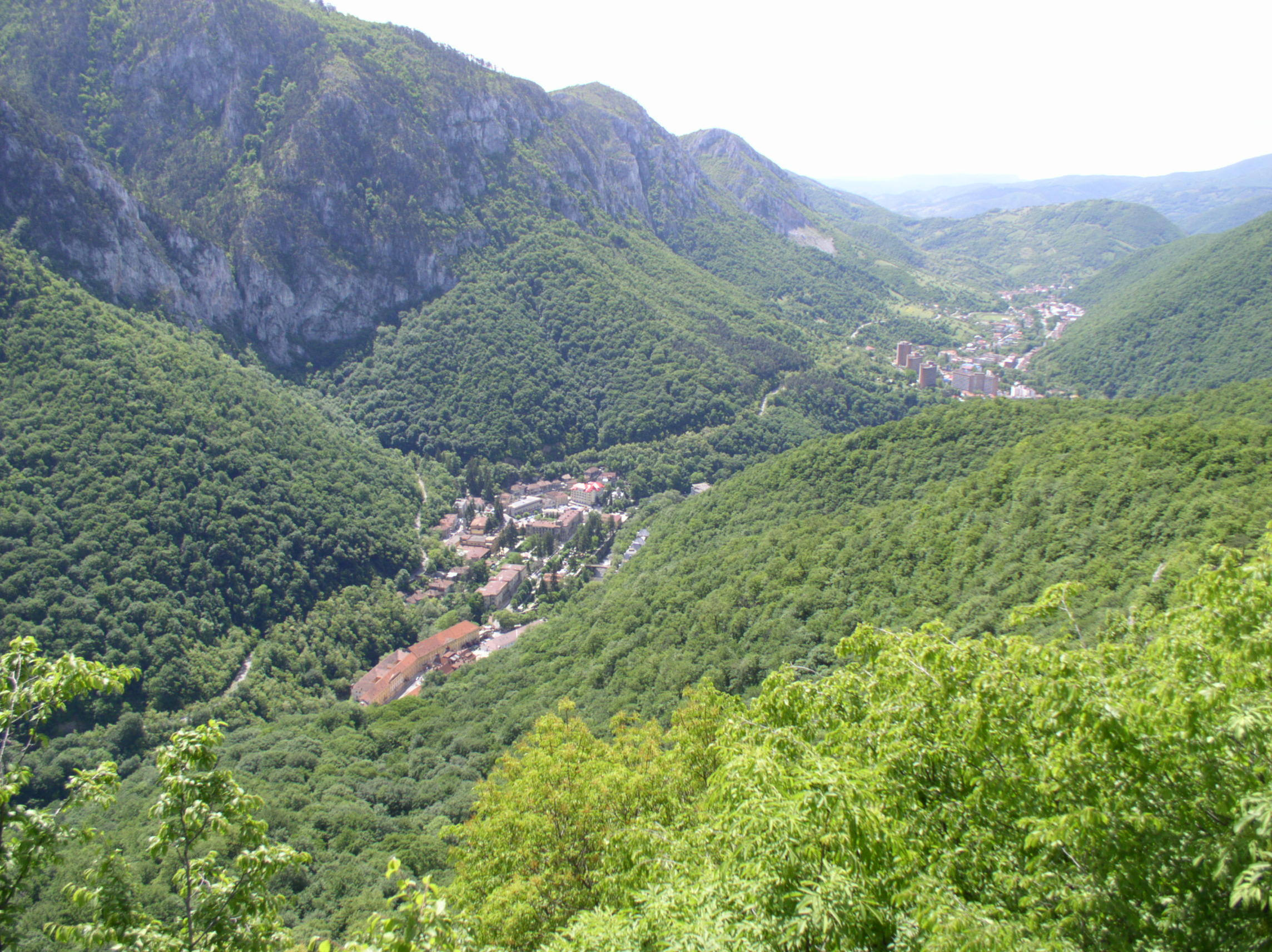
Herkulesfürdő látképe a Cserna-völgyével
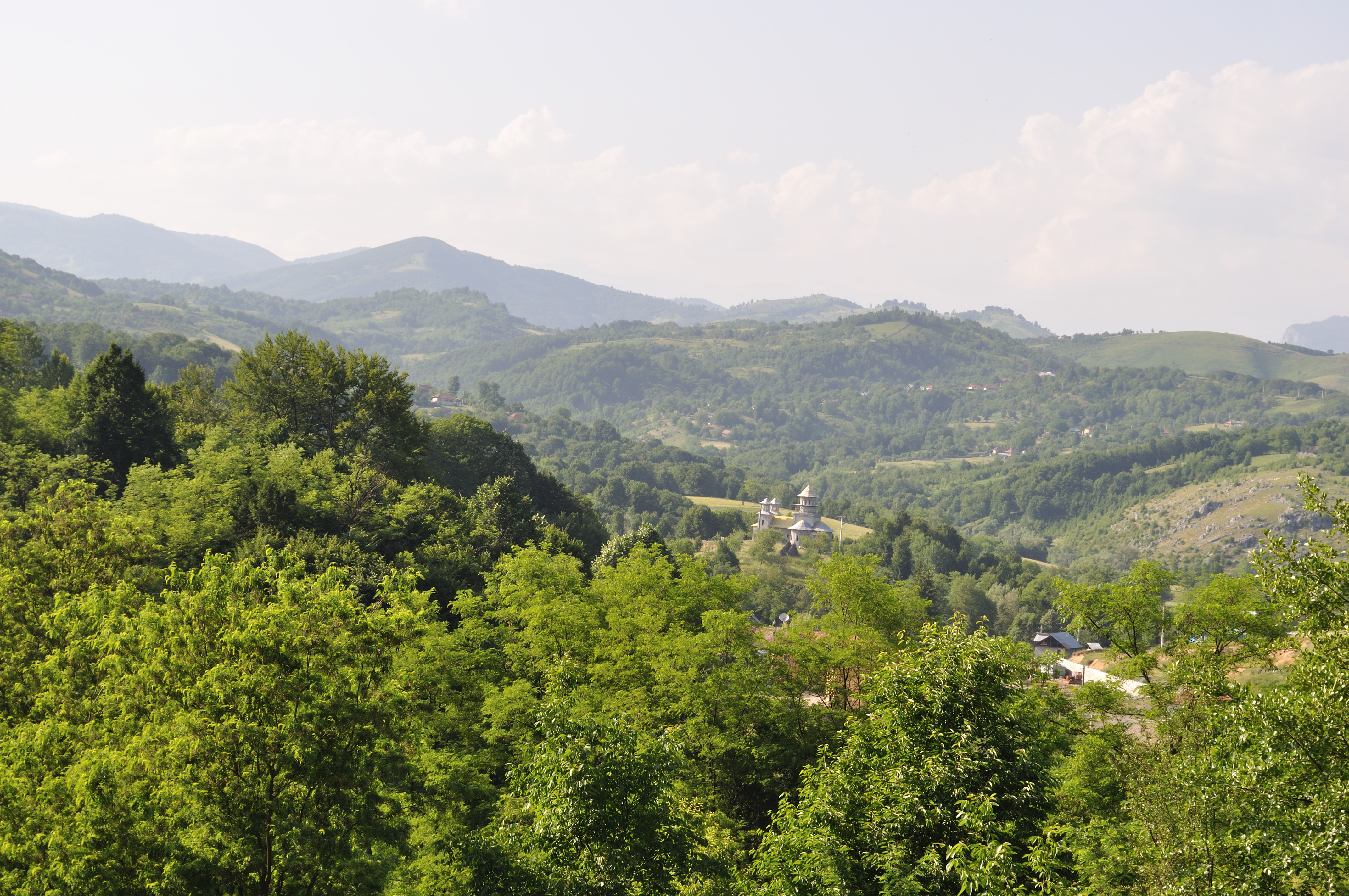
Ponoarele település környéke
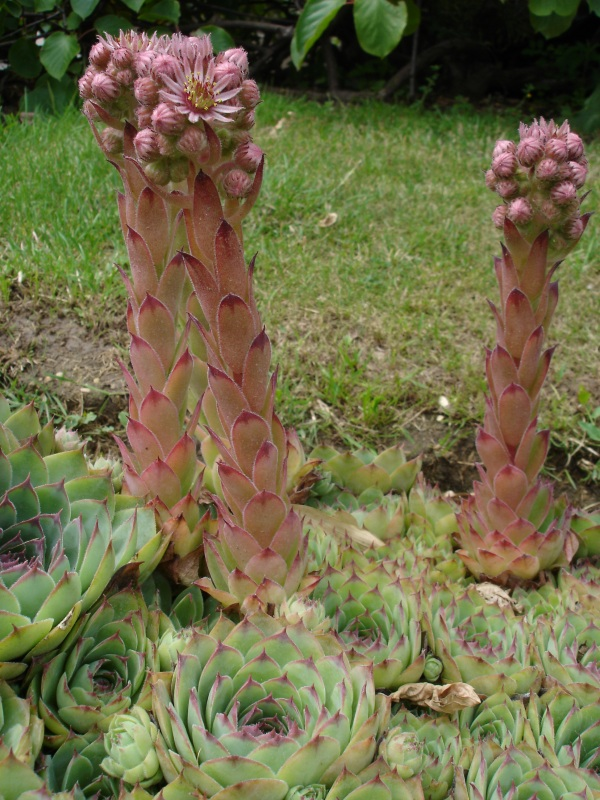
Fali kövirózsa (Sempervivum tectorum)